# Cossoidea
De Cossoidea zijn een superfamilie van vlinders. De superfamilie telt zeven families. De bekendste soort in Europa van deze superfamilie is vermoedelijk de wilgenhoutrups.

## Families
- Brachodidae Agenjo, 1966
- Cossidae Leach, 1815 (Houtboorders, 3 soorten in Nederland[1])
- Dudgeoneidae Berger, 1958
- Metarbelidae Strand, 1909
- Ratardidae Hampson, 1898
- Castniidae Boisduval, 1828
- Sesiidae Boisduval, 1828 (Wespvlinders, 13 soorten in Nederland[2])